# Hugues Miorin
Pas d'image ? Cliquez ici

a Compétitions nationales et continentales officielles uniquement.

b Matchs officiels uniquement.
Dernière mise à jour le 4 décembre 2017.
Hugues Miorin, né le 30 octobre 1968 à Fumel (Lot-et-Garonne), est un ancien joueur de rugby à XV, qui a joué au poste de deuxième ligne avec l'équipe de France, le Stade toulousain puis l'US Colomiers.
Il devient co-entraîneur de l'US Colomiers à partir de 2003 avec Jean-Luc Sadourny puis en 2005 l'entraîneur de l'Union sportive Fumel Libos, club où il a été formé. De 2011 à 2018, il est co-entraîneur de l'équipe espoirs du Stade toulousain avec Éric Artiguste.

## Biographie

### Jeunesse et formation
Hugues Miorin naît le 30 octobre 1968 à Fumel, en Lot-et-Garonne, dans une famille aimant le rugby. Il commence à jouer au rugby à XV dans sa ville natale, à l'Union sportive Fumel Libos. Quelques années plus tard, il intègre la section sport-étude du Lycée Jolimont à Toulouse et rejoint le Stade toulousain.

Sous les ordres de Pierre Villepreux, alors qu'il était en junior première année, il joue son premier match amical avec son nouveau club.

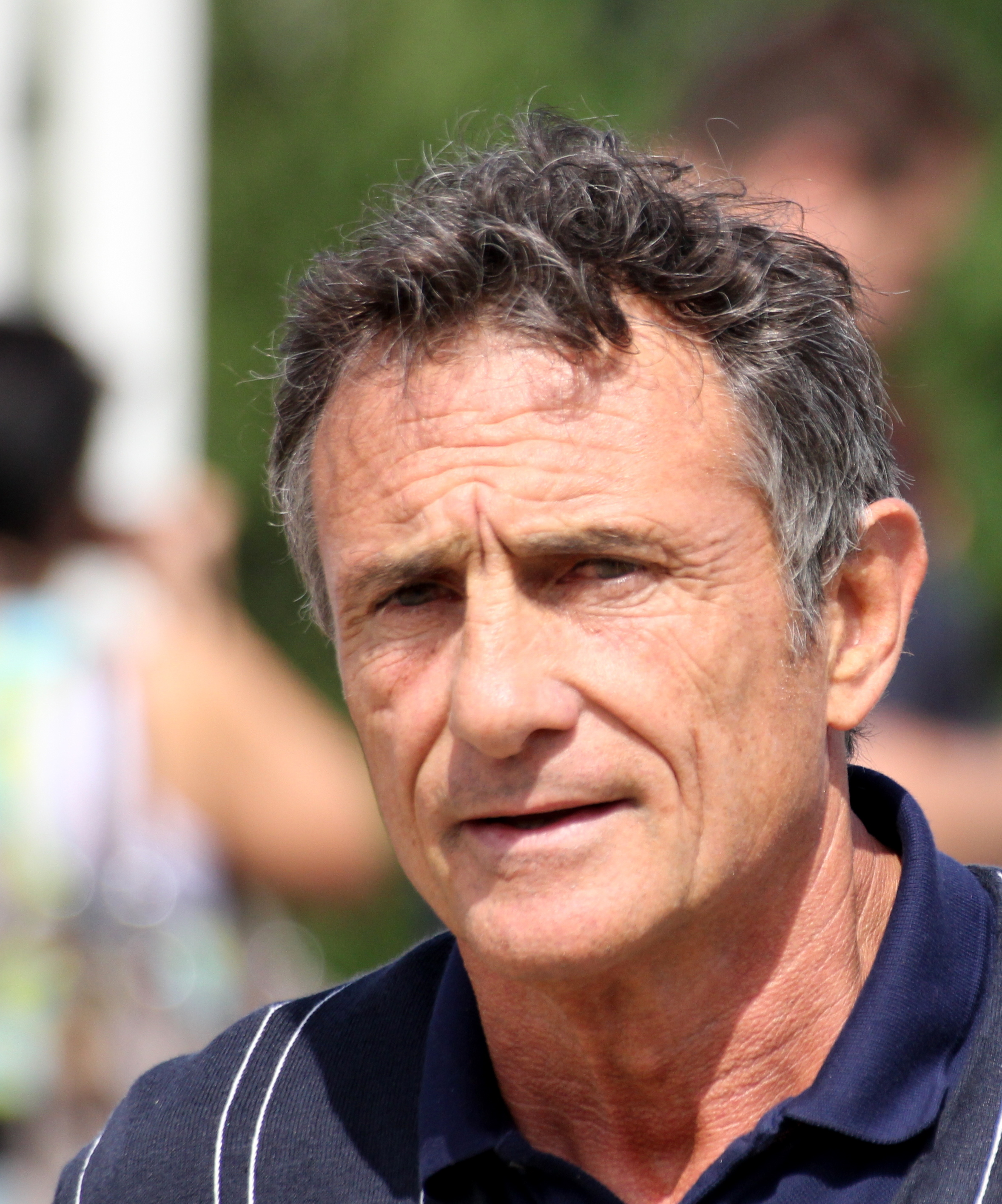
Guy Novès, ici en 2011, est l'entraîneur d'Hugues Miorin au Stade toulousain de 1993 à 2002.

### Carrière en club
Durant la saison 1988-1989, à seulement 20 ans, Hugues Miorin connaît la première finale de sa carrière. En effet, le Stade toulousain se qualifie pour sa troisième finale de championnat en cinq ans et affronte le RC Toulon. Pour cette rencontre au Parc des Princes, Miorin est titularisé en deuxième ligne accompagné par Jean-Marie Cadieu et les Toulousains l'emportent 18 à 12. Il remporte ainsi son premier bouclier de Brennus et le premier titre de sa carrière,.
Le 7 janvier 1996, il joue avec le Stade la première finale de l'histoire de la Coupe d'Europe à l'Arms Park de Cardiff face au Cardiff RFC, les toulousains s'imposent 21 à 18 après prolongation et deviennent ainsi les premiers champions d'Europe.
Ensuite, en 2002, il s'engage à l'US Colomiers pour deux ans, mais n'y joue que quatorze matchs à cause d'une thrombose à un bras. Ainsi, en 2003, à l'âge de 34 ans, il est contraint d'arrêter sa carrière professionnelle, avant le terme de son contrat.
Il a disputé 42 matchs en compétitions européennes, dont 39 en Coupe d'Europe de rugby à XV avec Toulouse et 3 en Challenge européen avec Colomiers.

### Carrière internationale
Hugues Miorin est dans un premier temps international scolaire en 1985. Il compte ensuite plusieurs sélections en équipe de France A et B.
Le 20 avril 1996 il connaît sa première cape avec le XV de France, à l'occasion d'un match amical contre l'équipe de Roumanie. Il est titulaire en deuxième ligne aux côtés d'Olivier Merle et les Français s'imposent largement sur le score de 64 à 12 contre une équipe roumaine en baisse de niveau,. En novembre de la même année, il joue une deuxième rencontre avec les Bleus, cette fois contre l'Afrique du Sud (défaite 12-22). 
En début d'année suivante, il est sélectionné pour le Tournoi des Cinq Nations 1997. Il joue tous les matchs du tournoi en tant que titulaire et la France réalise le Grand Chelem en battant tous ses adversaires. Miorin remporte ainsi son premier et unique titre en sélection. 
Il joue son dernier test match contre cette même équipe, le 28 mai 2000.

## Statistiques en équipe nationale
Hugues Miorin compte neuf capes en équipe de France et n'a marqué aucun point. Il a pris part au Tournoi des Cinq Nations en 1997 et au Tournoi des Six Nations en 2000.
| Année | Compétition  | Matchs | Points | Essais |
| ----- | ------------ | ------ | ------ | ------ |
| 1996  | Test matchs  | 2      | -      | -      |
| 1997  | Cinq Nations | 4      | -      | -      |
| 1997  | Test matchs  | 1      | -      | -      |
| 2000  | Six Nations  | 1      | -      | -      |
| 2000  | Test matchs  | 1      | -      | -      |
| Total | Total        | 9      | 0      | 0      |

## Palmarès

### En club
- Stade toulousain
  - Vainqueur du Championnat de France Reichel en 1988
  - Vainqueur du Championnat de France en 1989, 1994, 1995, 1996, 1997, 1999 et 2001
  - Finaliste du Championnat de France en 1991
  - Vainqueur de la Coupe d'Europe en 1996
  - Vainqueur du Challenge Yves du Manoir en 1993 et 1995
  - Vainqueur de la Coupe de France en 1998

### En équipe nationale
- France
  - Vainqueur du Tournoi des Cinq Nations en 1997 (Grand Chelem)

#### Tournoi des Cinq/Six Nations
| Édition           | Rang | Résultats France | Résultats Miorin | Matchs Miorin |
| ----------------- | ---- | ---------------- | ---------------- | ------------- |
| Cinq Nations 1997 | 1    | 4 v, 0 n, 0 d    | 4 v, 0 n, 0 d    | 4/4           |
| Six Nations 2000  | 2    | 3 v, 0 n, 2 d    | 1 v, 0 n, 0 d    | 1/5           |

Légende : v = victoire ; n = match nul ; d = défaite ; la ligne est en gras quand il y a Grand Chelem.

### En tant qu'entraîneur
- Finaliste du Championnat de France espoirs en 2015